# Gaspar Sabater
Gaspar Sabater Serra (Palma de Mallorca, 13 de septiembre de 1914 – 21 de febrero de 1987) fue un escritor, académico, ensayista, profesor, periodista, editor, conferenciante y crítico de arte español.

## Biografía
Gaspar Sabater nació en Palma de Mallorca en el mes de septiembre de 1914, recién iniciada la I Guerra Mundial. Cursó sus estudios en los colegios de San Cayetano y La Salle de la capital mallorquina.
Posteriormente cursó estudios de Magisterio en su ciudad natal y de Periodismo en Madrid, ciudad en la que residió durante un tiempo, teniendo como compañeros de promoción a Camilo José Cela y Miguel Delibes, entre otros.
En 1935 fundó la revista de arte “Ideas Estéticas”.
Como escritor, es autor de una abundante obra, fundamentalmente de temática mallorquina y balear, aunque también desarrolló ensayos más generales en materia pedagógica, historiográfica y de crítica literaria y de arte. Dicha trayectoria se inició en 1936 con la publicación del libro “Ensayos de Crítica Literaria”. Su última obra fue una nueva edición de su “Historia de las Baleares” publicada en 1987, pocos días antes de su muerte. 
Además de su labor como escritor, colaboró como articulista en numerosos periódicos, tanto locales como nacionales de su época, entre ellos Destino (semanario), El Día, La Almudaina, Última Hora y Diario de Mallorca. Fundó y/o dirigió varias publicaciones como Revista Balear, Cort, Vida Municipal, Ciudad, Paris-Baleares y Dijous.
Destacado orador, Gaspar Sabater desplegó una intensa actividad como conferenciante en actos literarios y culturales de toda índole, como complemento a su faceta de crítico literario y de arte.
Pasó largas temporadas de su vida en Deyá (Mallorca), tanto por motivos profesionales, como maestro titular de la Escuela Unitaria, como familiares, por su matrimonio con Juana Ana Vives, hija del Dr. Antonio Vives, médico titular de la villa. La corporación municipal le nombró hijo adoptivo en 1987, un honor que comparte con sus vecinos; el escritor inglés Robert Graves y el arqueólogo norteamericano William Waldren. En su residencia, punto de encuentro de artistas e intelectuales de la época, Gabriel García Márquez terminó de escribir e hizo la primera lectura pública de su libro “El otoño del patriarca”. Otro ilustre huésped en su casa de Deyá fue el escritor y diplomático colombiano Plinio Apuleyo Mendoza, cuya novela "Años de fuga" está parcialmente ambientada en Mallorca. 
Bibliófilo y coleccionista de arte, una parte de sus fondos bibliográficos fueron donados al Ayuntamiento de Deyá para la creación de una biblioteca. 
Fue uno de los fundadores del Círculo de Bellas Artes de Palma de Mallorca y de la entidad musical Capella Clásica.
Como miembro de las academias de Bellas Artes y Ciencias Históricas de Toledo, de Bellas Artes de San Fernando, de Madrid y de Bellas Artes de San Sebastián, de Palma de Mallorca, mantuvo una fuerte vinculación con el mundo del arte en general y de la pintura en particular, como crítico e historiador. Fruto de esa vinculación fue la publicación, en 1972 de su obra “La Pintura Contemporánea en Mallorca. Del impresionismo a nuestros días”, obra que tuvo una segunda edición en 1981. 
También fue miembro del Instituto Miguel de Cervantes de Filología Hispánica, del Consejo Superior de Investigaciones Científicas, del Institut d'Estudis Baleàrics y de la Comisión de Patrimonio Histórico-Artístico.
S.M. el rey Juan Carlos I le condecoró con la cruz de Alfonso X el Sabio.

## Reconocimientos
- Hijo adoptivo de Deyá (Mallorca). * Ángel de la Lonja de la Consejería de Cultura del Gobierno Balear, en su categoría de oro. * Placa de reconocimiento en el Salón de Plenos del Ayuntamiento de Inca (Mallorca). *Cruz de Alfonso X el Sabio. * Medalla de Oro del Círculo de Bellas Artes.

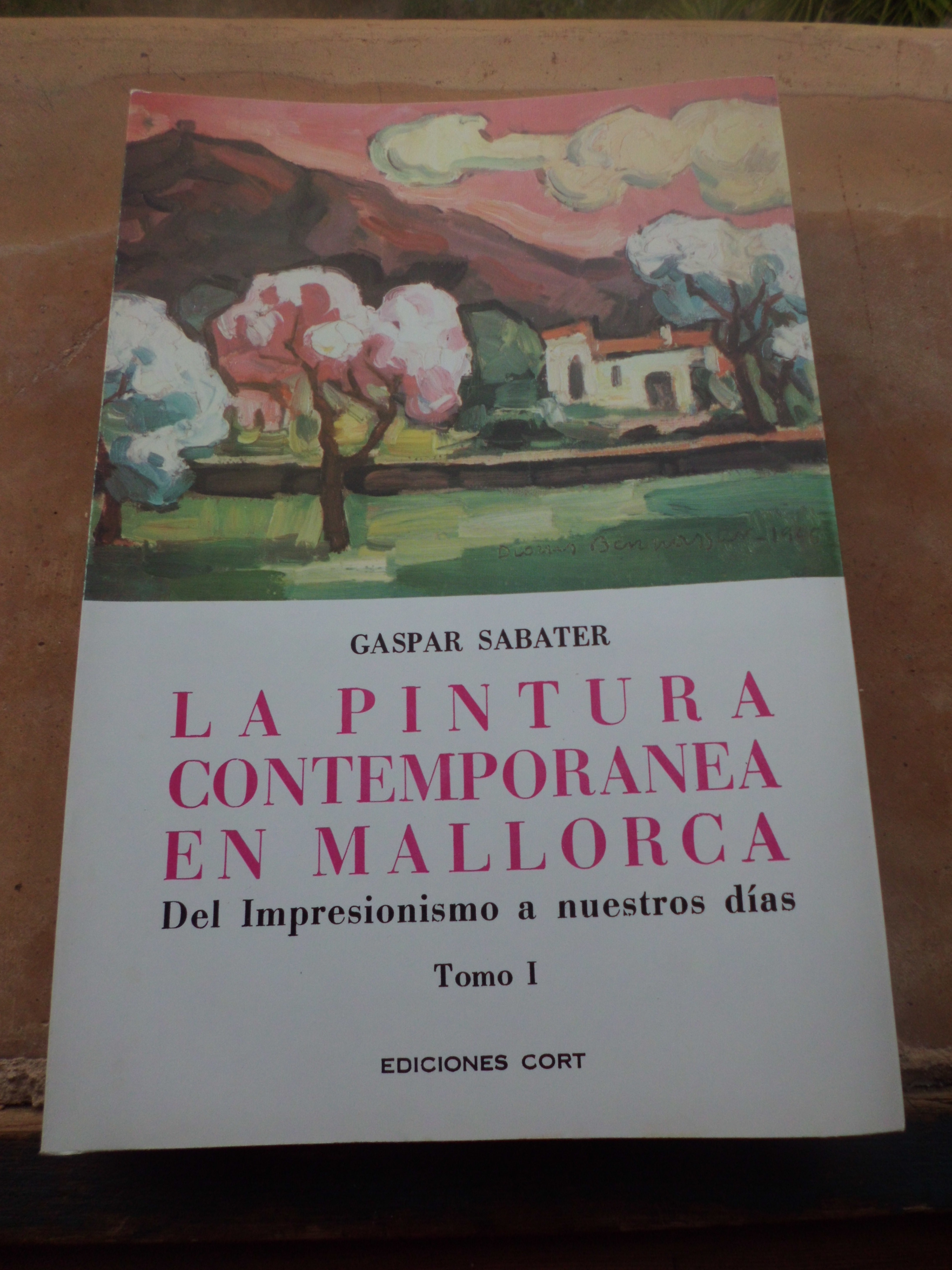
Portada del primer tomo del libro "La pintura contemporánea en Mallorca". Ediciones Cort, Palma, 1972

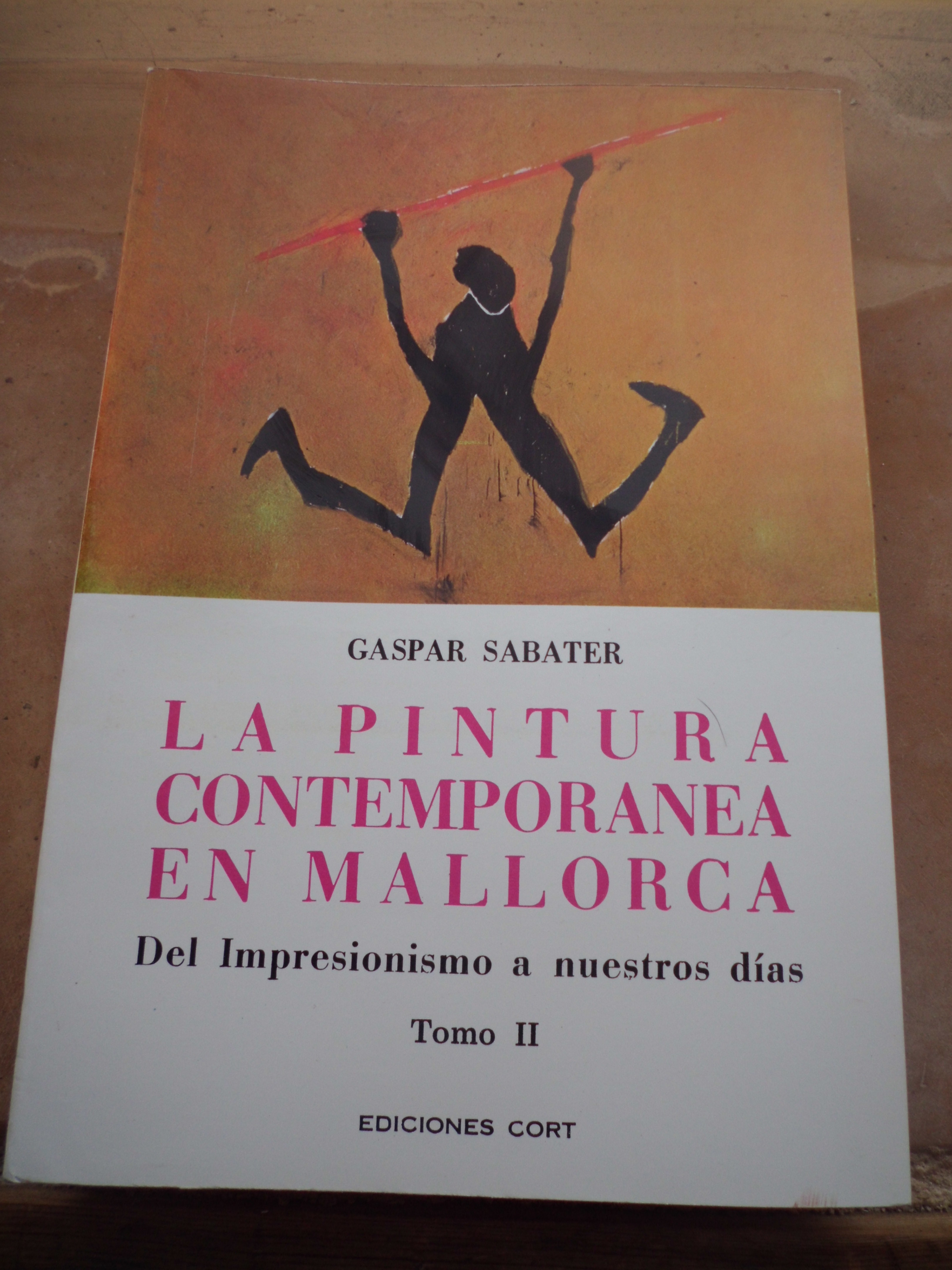
Portada del segundo tomo del libro "La pintura contemporánea en Mallorca". Ediciones Cort, Palma, 1981

## Obra
- “Ensayos de crítica literaria”, Palma, 1936
- “En torno a la afirmación española”, Madrid, 1943
- “Junípero Serra”, Madrid, 1944
- “Azorín o la plasticidad”, Barcelona, 1944
- “Discurso a los maestros españoles”, Palma, 1949
- “Diccionario Biográfico Español e Hispanoamericano”, Palma 1950
- “La Palma”, Madrid, 1950
- “Ciudades de España”, Palma, 1951
- “El Renacimiento literario en Mallorca”, Palma, 1954
- “Historia de las Baleares, 1ª edición”, Palma, 1959
- “Mallorca, ayer y hoy”, Madrid, 1961
- “El castillo de Bellver”, Palma, 1962
- “José María Quadrado”, Palma, 1967
- “La imprenta en Mallorca”, Palma, 1971
- “La Pintura contemporánea en Mallorca. Tomo I”, Palma, 1972
- “Glosas profanas”, Palma, 1976
- “Joan Miró y Mallorca”, Palma, 1978
- “Ramón Nadal”, Barcelona, 1980
- “La Pintura contemporánea en Mallorca. Tomo II”, Palma, 1981
- “Guillermo Mesquida, pintor del barroco”, Palma, 1981
- “De la Casa de las Comedias al Teatro Principal”, Palma, 1982
- "Aproximación a la filosofía del arte moderno" (Escrito con Cesáreo Rodríguez-Aguilera), Palma, 1982
- “Puigdengolas”, Barcelona, 1985
- “Mallorca en la vida del Archiduque”, Palma, 1985
- “La imprenta y las xilografías de los Guasp”, Palma, 1985
- “Robert Graves, de Wimbledon a Deyá”, Palma, 1986
- “Historia de las Baleares, 2ª edición”, Palma, 1987
- “Kristian Krekovic. El artista y su obra”, Palma, 1990